# Meilahti (vik i Finland)
Meilahti är en vik i Finland.   Den ligger i landskapet Norra Savolax, i den södra delen av landet.